# Mistrzostwa Europy w Lekkoatletyce 1969 – sztafeta 4 × 400 m kobiet
Sztafeta 4 × 400 metrów kobiet była jedną z konkurencji rozgrywanych podczas IX Mistrzostw Europy w Atenach. Biegi eliminacyjne  i finał zostały rozegrane 19 września 1969 roku. Zwycięzcą tej konkurencji została sztafeta Wielkiej Brytanii w składzie: Rosemary Stirling, Pat Lowe, Janet Simpson i Lillian Board, która ustanowiła rekord świata w finale. W rywalizacji wzięło udział czterdzieści pięć zawodniczek z jedenastu reprezentacji. Po raz pierwszy rozegrano tę konkurencję na mistrzostwach Europy. 

## Rekordy
| Rekord świata | Francja · (Michèle Mombet, Éliane Jacq, Nicole Duclos, Colette Besson) | 3:34,2 | Colombes, Francja | 06.07.1969 |
| Rekord Europy | Francja · (Michèle Mombet, Éliane Jacq, Nicole Duclos, Colette Besson) | 3:34,2 | Colombes, Francja | 06.07.1969 |

## Wyniki

### Eliminacje
Bieg 1
| Miejsce | Reprezentacja | Zawodniczki                                                           | Czas   | Uwagi |
| ------- | ------------- | --------------------------------------------------------------------- | ------ | ----- |
| 1       | Francja       | Bernadette Martin, Éliane Jacq, Nicole Duclos, Colette Besson         | 3:37,9 | Q     |
| 2       | NRD           | Waltraud Birnbaum, Roswitha Becker, Ingelore Lohse, Hannelore Middeke | 3:38,8 | Q     |
| 3       | Finlandia     | Mona-Lisa Strandvall, Riitta Hagman, Pirjo Wilmi, Eeva Haimi          | 3:40,7 | Q     |
| 4       | Szwecja       | Elisabeth Randerz, Birgitta Larsson, Ulla Ekblom, Karin Lundgren      | 3:41,1 | Q     |
| 5       | Włochy        | Maria Bruni, Armida Guzzetti, Silvana Zangirolami, Donata Govoni      | 3:42,3 |       |

Bieg 2
| Miejsce | Reprezentacja   | Zawodniczki                                                              | Czas   | Uwagi |
| ------- | --------------- | ------------------------------------------------------------------------ | ------ | ----- |
| 1       | RFN             | Christa Czekay, Antje Gleichfeld, Inge Eckhoff, Christel Frese           | 3:33,9 | Q     |
| 2       | Wielka Brytania | Rosemary Stirling, Pat Lowe, Janet Simpson, Lillian Board                | 3:34,3 | Q     |
| 3       | ZSRR            | Taisija Kowalewska Olga Klein, Anna Dundare, Raisa Nikanorowa            | 3:34,5 | Q     |
| 4       | Węgry           | Antónia Munkácsi, Magdolna Kulcsár, Rozália Séfer, Györgyi Balogh        | 3:35,8 | Q     |
| 5       | Dania           | Birgitte Jennes, Kirsten Hoiler, Pia Lund, Annelise Damm Olesen          | 3:36,2 | NR    |
| 6       | Polska          | Krystyna Hryniewicka, Danuta Piecyk, Anna Bełtowska, Elżbieta Skowrońska | 3:38,1 | NR    |

### Finał
| Miejsce | Reprezentacja   | Zawodniczki                                                           | Czas   | Uwagi |
| ------- | --------------- | --------------------------------------------------------------------- | ------ | ----- |
| 1       | Wielka Brytania | Rosemary Stirling, Pat Lowe, Janet Simpson, Lillian Board             | 3:30,8 | WR    |
| 2       | Francja         | Bernadette Martin, Nicole Duclos, Éliane Jacq, Colette Besson         | 3:30,8 | WR    |
| 3       | RFN             | Christa Czekay, Antje Gleichfeld, Inge Eckhoff, Christel Frese        | 3:32,7 | NR    |
| 4       | ZSRR            | Taisija Kowalewska Olga Klein, Anna Dundare, Raisa Nikanorowa         | 3:33,7 | NR    |
| 5       | NRD             | Waltraud Birnbaum, Roswitha Becker, Ingelore Lohse, Hannelore Middeke | 3:35,2 | NR    |
| 6       | Szwecja         | Elisabeth Östberg, Elisabeth Randerz, Ulla Ekblom, Karin Lundgren     | 3:35,4 | NR    |
| 7       | Węgry           | Antónia Munkácsi, Magdolna Kulcsár, Rozália Séfer, Györgyi Balogh     | 3:36,6 | NR    |
| 8       | Finlandia       | Mona-Lisa Strandvall, Riitta Hagman, Pirjo Wilmi, Eeva Haimi          | 3:40,6 | NR    |